# ジェームズ・ボーレゴ
ジェームズ・ボーレゴ（James Borrego、1975年2月11日 - ）はアメリカ合衆国ニューメキシコ州アルバカーキ出身のバスケットボール指導者。NBAのシャーロット・ホーネッツでヘッドコーチを務めていた。

## 経歴
サンディエゴ大学でプレイした後、2年間アシスタントコーチを務め、2003年サンアントニオ・スパーズに、アシスタントビデオコーディネーターとして加入しプロのキャリアを開始し7シーズンをスパーズで過ごした。2010年にニューオーリンズ・ホーネッツで,2012年からはオーランド・マジックでアシスタントコーチを務め、2015年２月、ジャック・ヴォーンヘッドコーチの解雇に伴い暫定ヘッドコーチに就任したが、シーズン終了後に解任された。2015年6月17日、サンアントニオ・スパーズのアシスタントコーチに就任した。2018年5月、シャーロット・ホーネッツのヘッドコーチ就任が発表された。2021-22シーズン終了後の4月22日に解任が発表された。
2023年6月3日、ニューオーリンズ・ペリカンズのアシスタントコーチに再び就任した。

### ヘッドコーチ成績
| チーム         | シーズン | G  | W  | L  | W–L% | シーズン結果     | PG | PW | PL | PW–L% | 最終結果        |
| -------------- | -------- | -- | -- | -- | ---- | ---------------- | -- | -- | -- | ----- | --------------- |
| マジック(暫定) | 2014–15  | 30 | 10 | 20 | .333 | 5th in Southeast | —  | —  | —  | –     | Missed Playoffs |
| Career         |          | 30 | 10 | 20 | .333 |                  | -  | -  | -  | –     |                 |